# Winter Rose
Winter Rose è un romanzo fantasy del 1996 scritto da Patricia A. McKillip. Insieme al romanzo seguente, costituisce una serie (Winter Rose).
Il libro ha ricevuto la nomination al Premio Nebula nel 1996 e al Locus Award nel 1997, come miglior romanzo Fantasy; è stato finalista, sempre nel 1997 al Premio Mythopoeic Fantasy Award for Adult Literature. Si basa sulla leggenda Tam Lin e non è stato ancora tradotto in italiano.

## Trama
Quando Rois Melior, la selvaggia figlia di un padre vedovo, vede per la prima volta Corbet Lynn giungere dal bosco, si sente attratta da lui, nonostante la sensazione che lui non sia quello che sembra. Quando egli ristruttura la casa di famiglia, Rose e sua sorella Laurel diventano amiche ed alla fine si innamorano di Corbet. La stagione procede, la sensibile Laurel inizia a cambiare, dimenticando il suo precedente fidanzamento e diventando ossessionata da Corbet.
Durante  l'inverno, Corbet sparisce misteriosamente e Laurel inizia a deperire, come accadde anche alla madre. Tutta la città è convinta che la maledizione che il nonno di Corbet lanciò sui suoi discendenti, lo abbia colto. Solo Rois, che è capace di entrare ed uscire dal bosco fin da quando era una bambina, è in grado di seguire Corbet e salvare lui e le sue sorelle. Il potere della strega è una magia potente ed anche quando Rois lo libera dal suo passato, lei è in costante pericolo di esserne intrappolata.